# Somondoco
Somondoco es un municipio colombiano, ubicado en la provincia del oriente del Departamento de Boyacá, al que se llega desde el municipio de Guateque. Dista 131 km a la ciudad de Tunja capital del departamento y se caracteriza por sus cultivos y platos típicos como el chicharrón de cuajada. El municipio además cuenta con una plaza de toros y un pesebre en su parte más alta desde el cual se divisa una gran sección del Valle de Tenza.

## Personajes ilustres
- Segundo Obispo de Tunja, Monseñor José Benigno Wenceslao Perilla y Martínez (1887 - 1903)
- Primer Obispo de Yopal, Monseñor Misael Vacca Ramírez (2001 - 2015 ). Actualmente obispo de Duitama - Sogamoso (2015 - )

## Historia
El origen del poblado es indígena, anterior a la conquista; su organización y gobierno iniciales correspondieron al sistema indígena imperante, caracterizado por el mandato de un cacique tributario del hoa de Chunsa.
El cacique Sumindoco donde se origina el nombre de la población era el dueño de las codiciadas minas de la preciosa gema; los españoles tomaron la vía Sesquilé, Chocontá, Turmequé. En el dominio del hoa, Quesada envió una comisión a Órdenes del Capitán Pedro Fernández de Valenzuela a fin de que tomaran nota precisa del lugar donde se encontraba las Esmeraldas. Fernández de Valenzuela cumplió su cometido y regresó trayendo muestras de la piedras preciosas.
Se dice que el Cacique Sumindoco se negó a dar información al Capitán Fernández de Valenzuela del lugar exacto donde se extraían las esmeraldas y por ésta razón el capitán ordena su ejecución; esto produjo temor a los indios y se vieron obligados a conducirlos al lugar donde extraían las gemas y así pudo llevar las muestras a Gonzalo Jiménez de Quesada.
En un recorrido por el Valle de Tenza El Libertador Bolívar legó a Somondoco el 7 de febrero de 1821, y ahí permaneció dos días en esta población El Libertador tuvo cuartel general, y aquí se firmaron importantes documentos de la época.

## Agricultura
La variedad de temperatura de al hondonada cálida al páramo helado y la facilidad de riego, además de las oportunas lluvias permiten a las tierras de Somondoco producir desde piñas y caña de azúcar hasta habas y trigo.

## Geografía
Su principal río es el de Somondoco y sus más importantes quebradas La Cuya, El peje, La de las Animas, la de la Yagua, la del Mangle, La Horca y la Honda. Sus aguas inquietas corretean por escondidos cauces y boscajales y por cañadas henchidas de alimentos. Situada en la provincia de Oriente, amparada por míticos cerros que son como atalayas, entre sementeras, praderas, y arbolados, en región olorosa de piel a miel de caña y de colmenar, la población de Somondoco goza de un paisaje de esplendor, que lleva fresco apacible a la mente y vitalidad al corazón y sus bandadas de mariposas relucientes intensifican la concepción virgiliana y llenan el día de colores.

### Límites municipales
Somondoco está delimitado por los siguientes municipios:
| Noroeste: Guateque (Río Sunubá) | Norte: Sutatenza (Río Sunubá) | Nordeste: Garagoa (Embalse la Esmeralda) |
| Oeste: Guayatá                  |                               | Este: Almeida                            |
| Suroeste: Guayatá               | Sur: Guayatá                  | Sureste: Almeida                         |

## Cultura
Cuna de distinguidos médicos, abogados, compositores y cantantes, Somondoco también fue conocido en el contorno boyacense por su excelente banda de música que realzó las fiestas patronales de numerosos pueblos y regó alegría en múltiples parajes, y sus altivos y trabajadores campesinos expertos además en la hechura de sombreros de ramos y costales de fique tienen aguda capacidad para improvisar la copla humorística.

## División política
El municipio está dividido en 17 veredas, Richa, Guaduas, Zarzal, Cabrera, Barreras, Canos, Bohórquez, Pancupa, San Antonio, Cucuavaca, Resguardo, Cobavita, Sabanetas, San Sebastián, Boya 1, Boya 2, y Zona Centro.